# Dainis Ozols
Dainis Ozols (né le 9 novembre 1966 à Smiltene) est un ancien coureur cycliste letton et soviétique. Professionnel entre 1994 et 2000, il s'est illustré chez les amateurs en remportant le Regio-Tour en 1992 ainsi que la médaille de bronze de la course en ligne aux Jeux olympiques de Barcelone, derrière Fabio Casartelli et Erik Dekker. Triple champion de Lettonie du contre-la-montre de 1997 à 1999, il a également remporté le Circuit franco-belge, le Małopolski Wyścig Górski et le Tour de Rhénanie-Palatinat.

## Palmarès
- 1987
  - 3e du championnat d'Union soviétique de la montagne
- 1988
  - 5e et 7e étapes du Tour de Slovaquie
  - 2e du championnat d'Union soviétique de course par étapes (Tour de l'URSS)
  - 3e du Tour de Slovaquie
- 1989
  - FBD Insurance Rás :
    - Classement général
    - 4e et 9ea (contre-la-montre) étapes

  - 5e étape du Tour des régions italiennes
  - 3e et 4e étapes du Tour d'Italie amateurs
- 1992
  - Regio-Tour :
    - Classement général
    - 1re étape

  -  Médaillé de bronze de la course en ligne des Jeux olympiques
- 1993
  - 2e étape du Grand Prix Guillaume Tell
  - 4e étape du Circuit franco-belge
  - 5e étape du Tour de Cantabrie amateurs
  - 3e étape du Tour de Hawaï
  - 2e du Circuit franco-belge
  - 3e du Grand Prix Guillaume Tell
- 1994
  - Circuit franco-belge :
    - Classement général
    - 5e (contre-la-montre) et 7e étapes

  - 3e étape du Grand Prix François-Faber
- 1996
  - 7e étape de la Course de la Paix
- 1997
  -  Champion de Lettonie du contre-la-montre
  - Małopolski Wyścig Górski
  - TV Wisla Tour :
    - Classement général
    - 2ea et 3e étapes

  - Tour de Rhénanie-Palatinat :
    - Classement général
    - 9e étape
- 1998
  -  Champion de Lettonie du contre-la-montre
- 1999
  -  Champion de Lettonie du contre-la-montre
  - 6e étape du Saaremaa Velotuur (contre-la-montre)
  - 3e du Saaremaa Velotuur
- 2000
  - 9e étape de la Course de la Paix
  - 2e du championnat de Lettonie du contre-la-montre

## Résultats sur les grands tours

### Tour d'Espagne
- 1995 : 50e

### Course de la Paix
- 1989 : 19e (sélection de l'équipe soviétique)
- 1996 : 4e (sélection : équipe nationale de Lettonie)
- 1997 : 56e (équipe Mroz)
- 1998 : 24e
- 2000 : ?